# Charles Voss
Karl Voss també Charles Voss (Schmarsow, Alemanya, 20 de setembre de 1815 - Verona, Regne d'Itàlia, 29 d'agost de 1882) fou un pianista i compositor alemany. Feu els estudis musicals a Berlín i, establert a París el 1846, es dedicà a l'ensenyança del piano, adquirint una sòlida reputació. Fecund compositor, va escriure un gran nombre d'obres per a piano en el gènere anomenat brillant, que tan de moda estava durant el segon terç del segle xix. Entre el considerable nombre de les citades obres (fantasies, peces de saló, potpourris, etc.) destaquen algunes de certa vàlua, com diversos concerts, estudis i variacions.